# Vestre Elektricitetsværk
Vestre Elektricitetsværk i det centrale København,  blev opført i 1896-1898 efter tegninger af Ludvig Fenger.  Det blev opført af Københavns Belysningsvæsen der var  et af de første elværker i København. Den er nu blevet ombygget til fjernkølingscentral og kontorer for HOFOR, Storkøbenhavns største forsyningsselskab.